# José Azevedo
José Bento Azevedo Carvalho, född 19 September 1973 i Vila do Conde, Região do Norte, är en portugisisk före detta professionell tävlingscyklist. Azevedo hade sina mest framgångsrika år som cyklist 2001–2004 då han var proffs i ONCE-Eroski och US Postal Service och nådde flera framskjutna placeringar i Giro d'Italia och Tour de France.
Azevedo var en mångsidig cyklist och duktig både i bergen och på tempolopp. Han var portugisisk mästare i tempodisciplinen 1996, 1997 och 2001.

## Karriär

### 2001–2003
Azevedo deltog i sin första Grand Tour 2001 då han cyklade in på en femte plats i sammandraget i Giro d'Italia. På den 119 kilometer långa sjuttonde etappen till San Remo slutade han på andra plats, två sekunder bakom Pietro Caucchioli.
2002 debuterade Azevedo i Tour de France där han agerade hjälpryttare till Joseba Beloki och Igor González de Galdeano. Trots detta slutade han på sjätte plats i sammandraget. 2002 debuterade Azevedo även i Vuelta a España där han var med om att vinna den första etappen, en lagtempoetapp, med stallkamraterna Joseba Beloki, Igor González de Galdeano, Rafael Díaz Justo, Jörg Jaksche, Marcos Serrano, Mikel Zarrabeitia, Jan Hruška, Mikel Pradera och Steffen Kjærgaard. Azevedo slutade på 34:e plats i sammandraget.
Azevedo backade upp ONCE-stallets stjärna Joseba Beloki även under 2003 års Tour de France, men Beloki kraschade svårt på den nionde etappen till Gap och kunde inte fullfölja tävlingen. Azevedo cyklade in i Paris som 26:e man i sammandraget.

### 2004–2006
Till säsongen 2004 bytte Azevdo stall då han rekryterades till Lance Armstrongs stall US Postal Service. Azevedos roll i laget var framförallt att agera hjälpryttare åt Armstrong på bergsetapperna i Pyrenéerna och Alperna. Azevedo och stallkamraterna i US Postal Service vann den fjärde etappen, ett 64.5 kilometer långt lagtempolopp mellan Cambrai och Arras, 1 minut och 7 sekunder för Phonak Hearing Systems. Azevedo hjälpte Armstrong att vinna sin sjätte raka Tour de France och slutade själv till sist på en femte plats i sammandraget.
2005 var Azevedo tillbaka som Armstrongs hjälpryttare i Tour de France, nu under nya sponsorn Discovery Channel. Likt 2004 vann stallet den fjärde etappens lagtempolopp, denna gången en 61.5 kilometer lång sträcka mellan Tours och Blois. Avståndet till tvåan Team CSC var endast två sekunder efter det att Team CSC:s amerikan David Zabriskie orsakat oro i det egna ledet genom att singelvurpa i den gula ledartröjan med endast 1.5 kilometer kvar att cykla. Likt året innan vann Azevedos lagkapten Armstrong tävlingen, medan Azevedo själv cyklade in på en 30:e plats i sammandraget.
2006 cyklade Azevedo sin sista Tour de France och Grand Tour. Armstrong hade lagt cykelskorna på hyllan och Azevedo hade därmed en mer fri roll i laget. Trots detta kunde han inte utmana om segern utan slutade på en förhållandevis blygsam 19:e plats i sammandraget. 2006 var Azevedos sista säsong i Discovery Channel innan han lämnade för hemlandet Portugal och Sport Lisboa e Benfica.

## Meriter
Nationsmästerskapens tempolopp – 1996, 1997, 2001

### Resultat i Grand Tours
| Grand Tour      | 2001 | 2002 | 2003 | 2004 | 2005 | 2006 |
| --------------- | ---- | ---- | ---- | ---- | ---- | ---- |
| Giro d'Italia   | 5    | -    | -    | -    | -    | -    |
| Tour de France  | -    | 6    | 26   | 5    | 30   | 19   |
| Vuelta a España | -    | 34   | X    | -    | X    | -    |

X = Bröt loppet

## Stall
- Recer-Boavista 1994–1995
- Maia 1996–2000
- ONCE-Eroski 2001–2003
- US Postal Service 2004
  -  Discovery Channel Pro Cycling Team 2005–2006
- Sport Lisboa e Benfica 2007–2008